# Брук, Алан, 3-й виконт Брукборо
Подполковник Алан Генри Брук, 3-й виконт Брукборо (англ. Alan Henry Brooke, 3rd Viscount Brookeborough; род. 30 июня 1952) — британский аристократ и политик. Является одним из 92 наследственных пэров, которые остаются в Палате лордов; беспартийный. Занимает пост лорда-лейтенанта графства Фермана.

## Биография
Родился 30 июня 1952 года. Старший сын Джона Брука, 2-го виконта Брукборо (1922—1987), и Розмари Хильды Чичестер (1926—2007). Лорд Брукборо получил образование в школе Харроу, школе Милфилд и Королевском сельскохозяйственном колледже в Сайренсестере.
Начал службу в британской армии в 1971 году, получил назначение в 17/21 уланский полк. В 1977 году он перевелся в полк обороны Ольстера (UDR), который стал Королевским ирландским полком в 1992 году. В 1993 году он был произведен в подполковники, а в 1997 году стал почетным полковником 4-го/5-го батальона Королевских ирландских рейнджеров.

## Личная жизнь
Женился на Джанет Элизабет Кук (дочери Джона Кука из Доа), виконтессе Брукборо, в 1980 году. Они владеют 1000 акрами (4,0 км²) поместья Коулбрук, недалеко от Брукборо в графстве Фермана, Северная Ирландия . В поместье расположен Колбрук-Парк, неоклассический загородный дом начала XIX века, который является родовым домом семьи Брук.

## Награды
Брук сменил своего отца на посту 3-го виконта Брукборо 5 марта 1987 года. Хотя он потерял свое автоматическое право на место в Палате лордов вместе со всеми другими наследственными пэрами после принятия Закона о Палате лордов 1999 года, лорд Брукборо остался в Палате как избранный наследственный пэр, являясь беспартийным депутатом.
Лорд-в-ожидании с 1997 года. Является президентом Ассоциации юнионистов графства Ферманы и был назначен независимым членом Совета полиции Северной Ирландии в 2001 году. Лорд Брукборо представлял королеву в качестве лорда-в-ожидании Её Величества, вместо принца Уэльского и герцогини Корнуоллской, по прибытии президента США Барака Обамы и первой леди Мишель Обамы в Великобританию с официальным государственным визитом 24 мая 2011 года.
Полный список наград:
- Кавалер ордена Подвязки, 2018[6]
- 7-й баронет Брук из Коулбрука
- Кавалер ордена Святого Иоанна, 2014[7]
- Медаль «За общие заслуги»
- Медаль Бриллиантового юбилея королевы Елизаветы II
- Медаль за боевые заслуги
- Командор ордена Изабеллы Католической (Испания), 2018

## Семья
Фельдмаршал Алан Брук, 1-й виконт Аланбрук (1883—1963) также был членом той же семьи. Лорд Аланбрук приходился дядей 1-му виконту Брукборо.
У лорда Брукборо нет детей. Его младший брат, достопочтенный Кристофер Брук (род. 1954), у которого четверо сыновей, является его предполагаемым наследником. Лорд Брукборо намерен в конечном итоге оставить поместье Коулбрук, включая Коулбрук-парк, своему племяннику Арчи Алану Джону Бруку, старшему сыну и наследнику своего брата.